# Bữa sáng đầy đủ

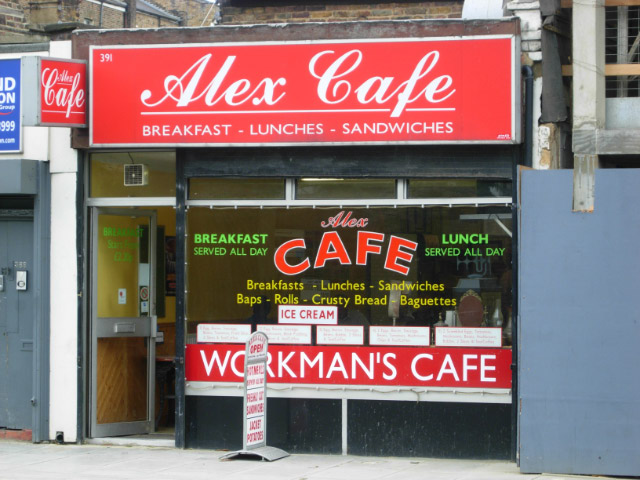
Quán cà phê ở Anh (chẳng hạn như quán cà phê này ở Islington, London, với biển "phục vụ bữa sáng cả ngày") thường phục vụ bữa sáng đầy đủ cả ngày

Bữa sáng đầy đủ là một dạng bữa ăn sáng nấu sẵn được phục vụ ở Vương quốc Anh và Ireland,  Tùy theo khu vực mà nó có các tên gọi khác nhau như bữa sáng đầy đủ kiểu Anh (thường được rút ngắn thành "đầy đủ kiểu Anh"), " đầy đủ kiểu Ireland", "đầy đủ kiểu Scotland", đầy đủ kiểu xứ Wales"," đầy đủ kiểu Cornwall "và "món chiên Ulster". Bữa sáng đầy đủ trở nên phổ biến ở Anh và Ireland trong thời đại Victoria, và xuất hiện trong Sách Quản lý Hộ gia đình của nhà kinh tế học Isabella Beeton (1861) như một dạng bữa sáng được đề xuất. Nó cũng phổ biến ở các quốc gia nói tiếng Anh khác, đặc biệt là những quốc gia từng là một phần của Đế quốc Anh.
Một bữa sáng đầy đủ thường bao gồm thịt xông khói, xúc xích, trứng, bánh pudding đen, đậu nướng, cà chua và nấm, bánh mì nướng và đồ uống như cà phê hoặc trà.
Về nguồn gốc của nó, tạp chí Country Life cho biết, "Ý tưởng về bữa ăn sáng kiểu Anh như một món ăn quốc gia bắt nguồn từ thế kỷ 13 và những ngôi nhà nông thôn của quý tộc. Theo truyền thống hiếu khách của Anglo-Saxon lâu đời, các hộ gia đình sẽ cung cấp bữa sáng thịnh soạn cho bạn bè, họ hàng và hàng xóm đến thăm." 

## Liên kết ngoại
- Hiệp hội Bữa sáng Anh
- Bữa sáng đầy đủ kiểu Anh không căng thẳng
- Công thức Ulster Fry and Eggs
- Tại sao bữa sáng tuyệt vời của Anh lại là kẻ giết người(cần đăng ký mua) Lưu trữ ngày 12 tháng 5 năm 2008 tại Wayback Machine